# مایکل بلومبرگ
مایکل روبنز بلومبرگ (به انگلیسی: Michael Rubens Bloomberg) سیاستمدار، تاجر و نویسنده آمریکایی است. او هم‌چنین مدیرعامل، سهامدار اصلی و یکی از بنیان‌گذاران بلومبرگ ال. پی است. ثروت خالص او در نوامبر ۲۰۱۹، ۵۸ میلیارد دلار تخمین زده شد که او را به نهمین فرد ثروتمند در آمریکا و چهاردهمین فرد ثروتمند در جهان تبدیل می‌کند. او به تعهد بخشش پیوسته که در آن میلیاردرها متعهد می‌شود اقلاً نیمی از ثروتشان را اهدا کنند. بلومبرگ تا به امروز ۸٫۲ میلیارد دلار اهدا کرده، از جمله ۱٫۸ میلیارد دلار به دانشگاه جانز هاپکینز برای کمک مالی دانشجویی که بزرگترین هدیه خصوصی‌ای است که تاکنون به یک مؤسسه آموزش عالی داده شده‌است.
بلومبرگ در مدفورد، ماساچوست بزرگ شد و در دانشگاه جانز هاپکینز و مدرسه کسب‌وکار هاروارد تحصیل کرد. او یکی از مؤسسان، مدیرعامل ارشد اجرایی و مالک بلومبرگ ال. پی. از شرکت‌های داده‌های مالی جهانی و رسانه‌ای است که
نام او را بر خود دارد و به خاطر سیستم کامپیوتری بلومبرگ ترمینال که به‌طور گسترده از سوی سرمایه گذاران در جهان استفاده می‌شود، مشهور است. او حرفهٔ خود را شرکت معامله اوراق بهادار سالومون برادرز شروع کرد و سپس از سال ۱۹۸۱ شرکت خود را تشکیل داد و بیست سال بعد از آن را رئیس هیئت مدیره و مدیرعامل ارشد اجرایی آن بود. بلومبرگ همچنین از سال ۱۹۹۶ تا ۲۰۰۲ رئیس هیئت امنای دانشگاه محل تحصیل خود، دانشگاه جانز هاپکینز، بود.
او از ۱ ژانویه ۲۰۰۲ به مدت سه دوره به عنوان یک‌صدوهشتمین شهردار کلان‌شهر نیویورک فعالیت کرد. او که تمامی عمر دمکرات بود، پیش از رقابت برای این منصب به عنوان جمهوریخواه رقابت کرد و در انتخاباتی نزدیک تنها چند هفته پس از حملات ۱۱ سپتامبر به شهرداری برگزیده شد. او در سال ۲۰۰۵ برای بار دوم به این سمت انتخاب شد و دو سال بعد حزب جمهوریخواه را ترک کرد. بلومبرگ برای تغییر قانون محدودیت دوره‌های شهرداری نیویورک مبارزه کرد و در سال ۲۰۰۹ به عنوان نامزد مستقل برای سومین بار به شهرداری انتخاب شد. از بلومبرگ به کرات به عنوان نامزد احتمالی میانه‌گرای انتخابات ریاست‌جمهوری ۲۰۰۸ و ۲۰۱۲ و نیز برای فرمانداری نیویورک در سال ۲۰۱۰ یاد می‌شد. او از رقابت برای این مناصب خودداری کرد.
پس از هفته‌ها گمانه‌زنی در مورد ورود باتاخیر بلومبرگ به رقابت‌های انتخاباتی، او در ۲۴ نوامبر ۲۰۱۹ رسماً کمپین خود را برای کسب نامزدی حزب دمکرات در انتخابات ریاست جمهوری ۲۰۲۰ آمریکا آغاز کرد.

## اوایل زندگی و تحصیلات
بلومبرگ در بیمارستان سینت الیزابتس در برایتون، از محله‌های بوستون، ماساچوست، در ۱۴ فوریه ۱۹۴۲ متولد شد. پدرش ویلیام هنری بلومبرگ (۱۹۰۶–۱۹۶۳) دفتردار یک شرکت لبنیاتی، و مادرش شارلت بلومبرگ (۱۹۰۹–۲۰۱۱) بودند. مرکز بلومبرگ در مدرسه کسب و کار هاروارد به افتخار ویلیام هنری نامگذاری شده‌است.خانواده او یهودی است. او عضو معبد امانو-ال در منهتن است. پدربزرگ پدری بلومبرگ الیک مهاجری از روسیه بود. پدربزرگش مهاجری از بلاروس امروزی بود.
خانواده آنها تا دو سالگی بلومبرگ در الستون زندگی می‌کردند و سپس برای دو سال به بروکلاین، ماساچوست نقل مکان کردند، تا این که نهایتاً در مدفورد، ماساچوست در حومه بوستون سکنی گزیدند و او تا فارغ‌التحصیلی از کالج در آنجا زندگی کرد.
بلومبرگ از پیشاهنگان ایگل است.
بلومبرگ در سال ۱۹۶۲ وارد دانشگاه جانز هاپکینز شد و وارد برادری فای کاپا سای شد. او در سال ۱۹۶۴ با مدرک لیسانس مهندسی برق فارغ‌التحصیل شد. او در سال ۱۹۶۶، از مدرسه کسب و کار هاروارد با مدرک ام‌بی‌ای فارغ شد.

## حرفه سیاسی

### شهرداری مایکل بلومبرگ
بلومبرگ در ۱ ژانویه ۲۰۰۲ شهرداری نیویورک را در دست گرفت و در سال‌های ۲۰۰۵ و ۲۰۰۹ مجدداً انتخاب شد. او در آغاز با محبوبیت کم دست و پنجه نرم می‌کرد ولی متعاقباً محبوبیت خود را افزایش داد و حفظ کرد.

### مواضع سیاسی
بلومبرگ بیشتر عمرش از اعضای حزب دمکرات بوده‌است. او در مسایل متعددی چون حقوق سقط جنین، ازدواج همجنس‌ها، تدابیر سختگیرانه تر برای کنترل سلاح، محیط زیست گرایی و مسیری به سوی شهروند شدن برای مهاجران غیرقانونی از نظر اجتماعی لیبرال یا ترقیخواه قلمداد می‌شود. در زمینه اقتصاد و مسایل خارجی بلومبرگ به موضع محافظه کار یا میانه‌رو گرایش داشته‌است. او مخالف زمانبدی برای خروج آمریکا از جنگ عراق بود و از حامیان آن انتقاد می‌کرد. او از نظر اقتصادی، حامی درگیر بودن حکومت در مسایلی چون رفاع عمومی است ولی قویا حامی تجارت آزاد و حامی کسب‌وکار است و از آنجا که بودجه شهری را متوازن کرد خود را محافظه کار مالی توصیف می‌کند. او در خصوص تغییر اقلیم نگرانی دارد و تلاش‌های خود در شهرداری برای کاهش گازهای گلخانه ای را به رخ کشیده‌است. از بلومبرگ بابت این که به بسیاری از مقامات اضطراری درگیر در واکنش به حملات ۱۱ سپتامبر ۲۰۰۱ اجازه نداده در مراسم دهمین سالگرد آن شرکت کنند انتقاد شده. او همچنین به این خاطر که هیچ روحانی ای را به مراسم سالگرد حملات یازده سپتامبر دعوت نکرد با بسیاری در سطح آمریکا رودررو قرار گرفت.

#### سیاست خارجی
بلومبرگ در مقام شهردار سفرهایی به مکزیک، بریتانیا، ایرلند و اسرائیل کرد.
بلومبرگ در ابتدا حامی شدید جنگ عراق و دلیل ورود آمریکا به آن بود. او گفت «فراموش نکنید که جنگ فقط چند بلوک آن ورتر از اینجا شروع شد» که اشاره به حملات ۱۱ سپتامبر داشت. در خصوص جنگ جهانی با تروریسم از جمله عراق او گفت «این فقط برای حفاظت از آمریکایی‌ها نیست. این مسئولیت آمریکا برای حفاظت از مردم سراسر جهان است که می‌خواهند آزاد باشند.» در جریان کارزار انتخابات ریاست‌جمهوری ایالات متحده آمریکا (۲۰۰۴) نیویورک میزبان کنوانسیون ملی جمهوریخواه بود که در آن بلومبرگ از انتخاب مجدد جرج دابلیو بوش به ریاست جمهوری حمایت کرد.
به نظر می‌رسید اشتیاق او در جریان جنگ تا حدی کاهش یافته‌است. در اوت ۲۰۰۵ او گفت «فکر می‌کنم همه احساسات متناقضی دربارهٔ جنگی دارند که آغاز شد تا سلاح‌های کشتار جمعی را پیدا کند و پیدا نشدند.» بلومبرگ از دمکرات‌های کنگره ایالات متحده آمریکا که می‌خواستند برای خروج از عراق برنامه زمانی تعیین کنند انتقاد کرد و آنان را غیرمسئول خواند.
در سپتامبر ۲۰۱۹ بلومبرگ گفت حزب کمونیست چین به مردم در خصوص آلودگی گوش می‌دهد و بیان کرد شی جین پینگ دیکتاتور نیست چرا که باید موکلیش را راضی کند وگرنه دوام نخواهد آورد. بلومبرگ استدلال کرده که حکومت‌ها حتی حکومت‌های غیردمکراتیک قادر نیستند بدون رضایت اکثریت مردمشان فعالیت کنند به این دلی پیش‌بینی کرد که چین اقدامای را در مقابله با تغییر اقلیم انجام خواهد داد. در ژانویه ۲۰۲۰ بلومبرگ از تحریم مقامات چین به خاطرنقض حقوق بشر در هنگ کنگ و سین کیانگ حمایت کرد.